# Ken's Labyrinth
Ken's Labyrinth is een computerspel ontwikkeld door Ken Silverman en uitgegeven door Epic Games voor DOS. Het first-person shooterspel is uitgekomen in de VS op 1 januari 1993.
In 1999 werd het een freewarespel waarbij de broncode is vrijgegeven.

## Spel
Het spel is grafisch gezien vrijwel gelijk aan Wolfenstein 3D, met een op een raster gebaseerd vlak, loodrechte muren en textuurloze vloeren en plafonds.
Er zijn 27 levels met een eindbaas. In bijgewerkte versies zijn er nieuwe vijanden, texturen en muziek toegevoegd, evenals een betaalsysteem waarmee de speler voorwerpen kan kopen in het spel.

## Ontvangst
| Publicatie                | Jaar | Score |
| ------------------------- | ---- | ----- |
| GameHippo                 | 2001 | 5,0   |
| Shooterplanet             | 2006 | 7,8   |
| Curly's World of Freeware | 2008 | 3,3   |